# Catharine Sedgwick

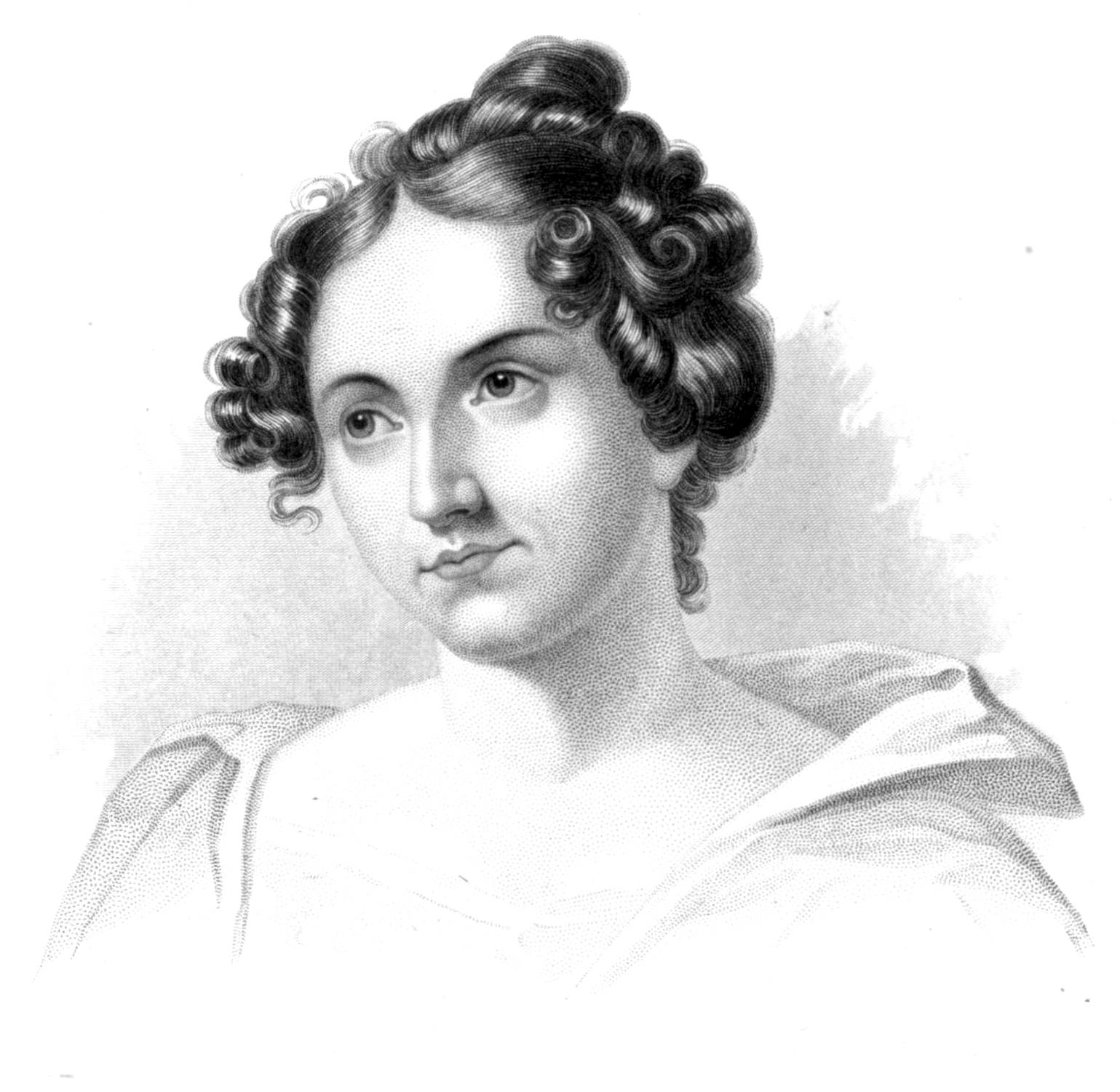
Catharine Sedgwick

Catharine Maria Sedgwick (Stockbridge, Massachusetts, West Roxbury (nu in Boston), 28 december 1789 - 31 juli 1867), was een Amerikaans romanschrijver van wat soms "domestic fiction" (huiselijke fictie) genoemd wordt. Zij was actief in de abolitionistische beweging, de Unitaristische kerk, en de Women's Prison Association.
Haar in 1822 gepubliceerde roman, A New-England Tale; or Sketches of New England Character and Manners was geïnspireerd op haar bekering tot het unitarisme, en voerde taferelen en personages op uit haar geboortestreek Berkshire Hills. Na het succes van deze eersteling volgden andere romans: Redwood (1824), Hope Leslie (1827), Clarence, or a Tale of Our Own Times (1830) en The Linwoods, or "Sixty Years Since" in America (1835). Haar laatste roman, Married or Single?, werd gepubliceerd in 1857.
- Bibsys: 90692477
- Biblioteca Nacional de España: XX1686094
- Bibliothèque nationale de France: cb12084742x (data)
- Gemeinsame Normdatei: 119187787
- International Standard Name Identifier: 0000 0001 0911 9751
- Library of Congress Control Number: n80119581
- Nationale Bibliotheek van Tsjechië: jo2015879978
- Nationale Bibliotheek van Israël: 987007277003805171
- Nationale Bibliotheek van Polen: a0000002889448
- Nederlandse Thesaurus van Auteursnamen: 074198254
- LIBRIS: 348633
- SNAC: w6np4wkh
- Système universitaire de documentation: 074089420
- Virtual International Authority File: 68954793
- WorldCat: E39PBJmpfXDg8tFQdqXgvHXmVC